# Erou al Uniunii Sovietice
| Ordinul Erou al Uniunii Sovietice |
| --------------------------------- |
| Medalia                           |

Erou al Uniunii Sovietice (în limba rusă: Герой Советского Союза) a fost cel mai înalt titlu onorific și cea mai înaltă distincție a Uniunii Sovietice.

## Caracterizare generală
Ordinul Erou al Uniunii Sovietice include Ordinul Lenin și Medalia Steaua de Aur cu certificat de eroism din partea Prezidiul Sovietului Suprem al Uniunii Sovietice. Unei persoane i se puteau atribui mai multe Ordine de Eroul al Uniunii Sovietice, în vreme ce Ordinul Lenin se acorda numai o dată (au existat câteva excepții).

## Istoric
Ordinul a fost înființat pe 16 aprilie 1934.
Numărul total de persoane care au primit ordinul este de 12.745, (din care la 20 de oameni li s-a retras ordinul din diferite motive). Cea mai mare parte a celor care au primit ordinul au fost răsplătiți pentru faptele din timpul celui de-al doilea război mondial, (11.635 Eroi ai Uniunii Sovietice, 101 decorați de două ori, 3 decorați de trei ori și 2 decorați de patru ori). Mulți dintre cei care au primit ordinul au fost decorați post-mortem, așa cum a fost Aleksandr Matrosov, după ce a blocat o mitralieră inamică cu propriul său trup. În timpul războiului sovieto-afgan, între 1979 și 1989, 65 de persoane au primit ordinul de Erou al Uniunii Sovietice.
Primii care au primit această distincție au fost piloții Anatoli Liapidevski (certificatul nr. 1), Sigizmund Levanevski, Vasili Molokov, Mavriki Slepnev, Nicolai Kamanin, Ivan Doronin și Mihail Vodopianov, care au participat la misiunea aeriană de salvare a echipajului vaporului Celiuskin, care s-a scufundat în apele Oceanului Arctic, zdrobit de banchize, pe 3 februarie 1934.
Zoia Kosmodemianskaia, membră a mișcării sovietice de partizani, a fost prima femeie care a fost onorată cu Ordinul Erou al Uniunii Sovietice (16 februarie 1942). Pilotul de vânătoare și a doua femeie as al aviației Lidia Litviak a fost onorată cu același ordin post-mortem.
101 persoane au primit ordinul de două ori. La primirea celui de-al doilea ordin, persoana respectivă primea și onoarea de a i se ridica un bust de bronz cu o inscripție comemorativă în localitatea de reședință.
Faimosul trăgător de elită din al Doilea Război Mondial Vasili Zaițev este unul dintre cei mai cunoscuți Eroi ai Uniunii Sovietice, faptele sale din timpul luptelor pentru apărarea Stalingradului devenind subiectul filmului Enemy at the Gates.
Alți doi piloți de vânătoare din timpul celui de-al doilea război mondial, Aleksandr Pokrîșkin și Ivan Nikitovici Kojedub au primit de trei ori Ordinul de Erou al Uniunii Sovietice. Primirea celui de-al treilea ordin îndreptățea pe cei onorați să li se ridice un piedestal columnar în Moscova, lângă Palatul Sovietelor, construcție care nu a fost niciodată ridicată.
Singurele persoane care au primit ordinul de patru ori a fost mareșalul Gheorghi Jukov și liderul de partid Leonid Brejnev. Trebuie amintit că statutul original conceput de Stalin însuși pentru Ordinul de Erou al Uniunii Sovietice nu permitea acordarea acestuia de patru ori, ci numai de trei ori, indiferent de faptele merituoase care ar fost înfăptuite de-a lungul timpului. Atât Jukov, cât și Brejnev au primit al patrulea Ordin în condiții contrare cu statutul original, care a rămas neschimbat până la abolirea lui în 1991.
Din deceniul al oputulea al secolului trecut, Ordinul și-a pierdut oarecum din importanță. Personalități politice și militari importanți au fost decorați cu ocazia aniversărilor lor, fără ca să se remarce printr-o activitate eroică în adevăratul sens al cuvântului. Pentru prima oară, tradiția eroică a Ordinului a fost întreruptă de mareșalul Jukov, care a fost răsplătit pentru a patra oară "pentru marile sale realizări", cu ocazia celei de-a 60-a aniversări a nașterii pe 1 decembrie 1956. S-au făcut speculații conform cărora, cel de-al patrulea Ordin a fost primit de Jukov pentru rolul pe care l-a jucat mareșalul în arestarea lui Lavrenti Beria în 1953.
În 1988, Sovietul Suprem al Uniunii Sovietice a abolit practica acordării de mai mult de o dată acestui Ordin unei persoane.
În afară de persoane, titlul a fost acordat la 12 orașe (așa-numitele Orașe Erou) ca și fortăreței Brest (Fortăreață Erou) pentru vitejia apărătorilor lor în timpul celui de-al doilea război mondial.
Ultima persoană care a primit Ordinul Erou al Uniunii Sovietice a fost scufundătorul militar, căpitan de rangul al treilea, Leonid Mihailovici Solodkov, pe 24 decembrie 1991. După prăbușirea Uniunii Sovietice, titulul a fost succedat în Rusia de titlul Erou al Federației Ruse, în Ucraina de cel de Erou al Ucrainei, iar în Belarus de cel de Erou al Belarusului.

### Deținători străini ai ordinului
- Dumitru Prunariu – primul cosmonaut român
- Bertalan Farkas – primul cosmonaut maghiar
- János Kádár –  politician maghiar
- Georgi Ivanov – primul cosmonaut bulgar
- Todor Jivkov  – fost președinte al Bulgariei
- Aleksandar Panayotov Aleksandrov - cel de-al doilea cosmonaut bulgar
- Fidel Castro – lider cubanez
- Arnaldo Tamayo – primul cosmonaut cubanez și latino-american
- Abdel Hakim Amer - Ofițer și lider politic al Republicii Arabe Unite
- Gamal Abdel Nasser – președinte al Egiptului (1954–1970)
- Abdul Ahad Mohmand – primul cosmonaut afgan
- Ahmed Ben Bella – primul președinte al Algeriei
- Zahari Zahariev  - pilot al Brigăzii Internaționale sub pseudonimul Turk Halil Ekrem
- Otakar Jaroš – decorat pentru eroism, primul soldat străin căzut în a Treia Bătălie de la Harkov
- Ján Nálepka (Slovak) – in memoriam 2 mai 1945
- Vladimír Remek – primul cosmonaut ceh
- Antonín Sochor – decorat pentru eroism
- Ludvík Svoboda – președinte comunist al Cehoslovaciei
- Gustáv Husák – președinte comunist al Cehoslovaciei
- Stěpan Vajda (Rusyn) – decorat pentru eroism în timpul eliberării Poloniei
- Richard Tesařík – decorat pentru eroism
- Jean-Loup Chrétien - primul astronaut francez
- Marcel Albert – pilot de avion de vânătoare decorat în cel de-al doilea război mondial
- Jacques André – pilot de avion de vânătoare decorat în cel de-al doilea război mondial
- Roland de La Poype – pilot de avion de vânătoare decorat în cel de-al doilea război mondial
- Marcel Lefèvre – pilot de avion de vânătoare decorat în cel de-al doilea război mondial
- Sigmund Jähn – primul cosmonaut german
- Walter Ulbricht – lider Est-German
- Erich Honecker – lider Est-German
- Erich Mielke – conducătorul contraspionajului Est-German Stasi
- Rakesh Sharma – primul cosmonaut indian
- Jügderdemidiin Gürragchaa – primul cosmonaut mongol
- Aniela Krzywoń - soldat polonez
- Mirosław Hermaszewski – primul cetățean polonez care a călătorit în spațiu
- Ramón Mercader – asasinul lui Leon Troțki (1940)
- Rubén Ruiz Ibárruri – fiul liderei comuniste Dolores Ibárruri Gómez, ucis în Bătălia de la Stalingrad luptând pentru Armata Roșie
- Muhammed Faris – primul cosmonaut sirian
- Phạm Tuân – primul cosmonaut vietnamez

## Heraldică
Medalia apare pe stema Orașului Erou Sevastopol.